# Persone di nome Nadežda
| Questa pagina contiene informazioni ricavate automaticamente dalle voci biografiche con l'ausilio del template Bio e di un bot. L'aggiornamento è periodico e automatico e ricostruisce completamente la pagina. Se manca una persona in questa lista, sei pregato di non aggiungerla, ma accertati piuttosto che la sua voce biografica contenga il template Bio e che i dati anagrafici siano correttamente compilati. Se il template Bio manca, inseriscilo tu stesso o, in alternativa, metti l'avviso {{tmp\|Bio}} che ne segnala la mancanza. Se i dati riportati sono sbagliati, correggi direttamente la voce biografica; le modifiche saranno visibili in questa lista entro pochi giorni. Per chiarimenti vedi il progetto antroponimi. La lista contiene solo le 55 persone che sono citate nell'enciclopedia e per le quali è stato implementato correttamente il template Bio. Pagina aggiornata al 16 ott 2024. |

Questa è una lista di persone presenti nell'enciclopedia che hanno il prenome Nadežda, suddivise per attività principale.

## Altiste(1)
- Nadežda Dubovickaja, altista kazaka (Semej, n. 1998)

## Artiste(1)
- Nadežda Udal'cova, artista sovietica (Orël, n. 1885 - Mosca, † 1961)

## Attiviste(1)
- Nadežda Tolokonnikova, attivista e cantante russa (Noril'sk, n. 1989)

## Attrici(1)
- Nadežda Rumjanceva, attrice sovietica (n. 1930 - Mosca, † 2008)

## Biatlete(2)
- Nadežda Aleksieva, ex biatleta bulgara (Dimitrovgrad, n. 1969)
- Nadežda Talanova, ex biatleta russa (Kizner, n. 1967)

## Bobbiste(3)
- Nadežda Orlova, ex bobbista russa (Leningrado, n. 1979)
- Nadežda Paleeva, bobbista russa (n. 1985)
- Nadežda Sergeeva, bobbista e ex multiplista russa (Kemerovo, n. 1987)

## Calciatrici(2)
- Nadežda Karpova, calciatrice russa (Jaroslavl', n. 1995)
- Nadežda Smirnova, calciatrice russa (Sergiev Posad, n. 1996)

## Cantanti(2)
- Nadežda Babkina, cantante, attrice e conduttrice televisiva russa (Achtubinsk, n. 1950)
- Nadežda Kadyševa, cantante russa (Gorki, n. 1959)

## Cestiste(4)
- Nadežda Grišaeva, ex cestista russa (Leningrado, n. 1989)
- Nadežda Marilova, ex cestista russa (Tjumen', n. 1966)
- Nadežda Šuvaeva, ex cestista sovietica (Barnaul, n. 1952)
- Nadežda Zacharova, ex cestista sovietica (Golovino, n. 1945)

## Coreografe(1)
- Nadežda Vasil'evna Pavlova, coreografa e ballerina russa (Čeboksary, n. 1956)

## Fondiste(1)
- Nadežda Šamakova, ex fondista sovietica

## Giavellottiste(1)
- Nadežda Konjaeva, ex giavellottista sovietica (Kursk, n. 1931)

## Marciatrici(1)
- Nadežda Rjaškina, ex marciatrice russa (Sokol, n. 1967)

## Mecenati(1)
- Nadežda Filaretovna von Meck, mecenate russa (Znamenskoe, n. 1831 - Nizza, † 1894)

## Medici(1)
- Nadežda Prokof'evna Suslova, medico russo (Panino, n. 1843 - Alušta, † 1918)

## Mezzofondiste(1)
- Nadežda Olizarenko, mezzofondista sovietica (Brjansk, n. 1953 - Odessa, † 2017)

## Mezzosoprani(1)
- Nadežda Andreevna Obuchova, mezzosoprano sovietico (Mosca, n. 1886 - Feodosia, † 1961)

## Militari(3)
- Nadežda Andreevna Durova, ufficiale russa (Kiev, n. 1783 - Elabuga, † 1866)
- Nadežda Vasil'evna Popova, militare sovietica (Šabanovka, n. 1921 - Mosca, † 2013)
- Nadežda Viktorovna Trojan, militare sovietica (Verchnjadzvinsk, n. 1921 - Mosca, † 2011)

## Multipliste(1)
- Nadežda Tkačenko, ex multiplista sovietica (Kremenčuk, n. 1948)

## Nobildonne(2)
- Nadežda Borisovna Czetwertyński-Światopełk, nobildonna e filantropa polacca (n. 1812 - † 1909)
- Nadežda Michajlovna Juneva, nobildonna russa (n. 1843 - † 1908)

## Pesiste(1)
- Nadežda Čižova, ex pesista e discobola sovietica (Ussolie, n. 1945)

## Pittrici(1)
- Nadežda Petrović, pittrice serba (Čačak, n. 1873 - Valjevo, † 1915)

## Politiche(1)
- Nadija Savčenko, politica, aviatrice e ex militare ucraina (Kiev, n. 1981)

## Principesse(1)
- Nadežda di Bulgaria, principessa bulgara (Sofia, n. 1899 - Stoccarda, † 1958)

## Pugili(1)
- Nadežda Torlopova, pugile russa (n. 1978)

## Registe(1)
- Nadežda Nikolaevna Koševerova, regista cinematografica sovietica (San Pietroburgo, n. 1902 - Mosca, † 1990)

## Rivoluzionarie(3)
- Nadežda Aleksandrovna Golovina, rivoluzionaria russa (Carskoe Selo, n. 1855 - Mosca, † 1943)
- Nadežda Konstantinovna Krupskaja, rivoluzionaria, pedagogista e politica russa (San Pietroburgo, n. 1869 - Mosca, † 1939)
- Nadežda Dmitrievna Subbotina, rivoluzionaria russa (Izmalkovo, n. 1855 - Mosca)

## Scacchiste(1)
- Nadežda Anatol'evna Kosinceva, scacchista russa (Arcangelo, n. 1985)

## Schermitrici(3)
- Nadja Ivanova, ex schermitrice sovietica (n. 1945)
- Nadežda Kondrat'eva, ex schermitrice sovietica (n. 1947)
- Nadežda Šitikova, schermitrice sovietica (Mosca, n. 1923 - Mosca, † 1995)

## Sciatrici alpine(1)
- Nadežda Patrakeeva-Andreeva, sciatrice alpina sovietica (Kirovsk, n. 1959 - Mosca, † 2014)

## Scrittrici(2)
- Nadežda Jakovlevna Mandel'štam, scrittrice sovietica (Saratov, n. 1899 - Mosca, † 1980)
- Teffi, scrittrice e drammaturga russa (San Pietroburgo, n. 1872 - Parigi, † 1952)

## Soprani(1)
- Nadežda Kučer, soprano bielorusso (Minsk, n. 1983)

## Tenniste(3)
- Nadežda Kičenok, tennista ucraina (Dnipropetrovs'k, n. 1992)
- Nadežda Ostrovskaja, ex tennista bielorussa (Minsk, n. 1980)
- Nadia Petrova, ex tennista russa (Mosca, n. 1982)

## Tuffatrici(1)
- Nadežda Bažina, tuffatrice russa (Penza, n. 1987)

## Velociste(1)
- Nadežda Chnykina, ex velocista e lunghista sovietica (Baku, n. 1933)

## Senza attività specificata(2)
- Nadežda Sergeevna Allilueva,  russa (Tbilisi, n. 1901 - Mosca, † 1932)
- Nadežda Aleksandrovna Gračeva, ex ballerina russa (Semej, n. 1969)